# Єгор'євська сільська рада (Сакмарський район)
Єго́р'євська сільська рада (рос. Егорьевский сельский совет) — сільське поселення у складі Сакмарського району Оренбурзької області Росії.
Адміністративний центр — село Єгор'євка.

## Населення
Населення — 805 осіб (2019; 835 в 2010, 819 у 2002).

## Склад
До складу сільської ради входять:
| Населений пункт     | Населення, осіб (2002) | Населення, осіб (2010) |
| ------------------- | ---------------------- | ---------------------- |
| Вознесенка, село    | 22                     | 17                     |
| Єгор'євка, село     | 416                    | 460                    |
| Іскра, село         | 278                    | 257                    |
| Михайловка, село    | 64                     | 64                     |
| Херсонський, селище | 39                     | 37                     |